# 楊珮
楊珮（1479年—？），字仲玉，雲南大理府太和縣人，民籍，明朝政治人物。

## 生平
正德二年（1507年）丁卯科雲貴鄉試第四十六名舉人。正德十六年（1521年）中式辛巳科會試第三百名，登第三甲第一百七十八名進士。

## 家族
曾祖楊政；祖父楊春；父楊勳，曾任壽官。母張氏。永感下。